# نايا رايبور
نايا رايبور هي مدينة مخططة قادمة تقع في ولاية تشاتيسغار ومن المخطط أن تستبدل رايبور كعاصمة للولاية.